# Закличин (гмина)
Закличин (пол. Zakliczyn) — городско-сельская гмина (волость) в Польше, входит как административная единица в Тарнувский повет, Малопольское воеводство. Население — 12 190 человек (на 2004 год).

## Демография
| Перепись                       | Всего   | Всего | Женщины | Женщины | Мужчины | Мужчины |
| ------------------------------ | ------- | ----- | ------- | ------- | ------- | ------- |
| Единицы                        | человек | %     | человек | %       | человек | %       |
| Население                      | 12 190  | 100   | 6141    | 50,4    | 6049    | 49,6    |
| Плотность населения (чел./км²) | 99,5    | 99,5  | 50,1    | 50,1    | 49,4    | 49,4    |

## Сельские округа
1. Бесник
2. Борова
3. Хажевице
4. Дзержанины
5. Фалишовице
6. Фасцишова
7. Филиповице
8. Гвозьдзец
9. Ямна
10. Люславице
11. Мельштын
12. Ольшова
13. Палесница
14. Розтока
15. Руда-Камеральна
16. Слона
17. Струже
18. Весолув
19. Воля-Струска
20. Врублёвице
21. Завада-Лянцкороньска
22. Здоня
23. Коньчиска

## Соседние гмины
1. Гмина Ченжковице
2. Гмина Чхув
3. Гмина Дембно
4. Гмина Громник
5. Гмина Грудек-над-Дунайцем
6. Гмина Коженна
7. Гмина Плесьна
8. Гмина Войнич